# Elemka

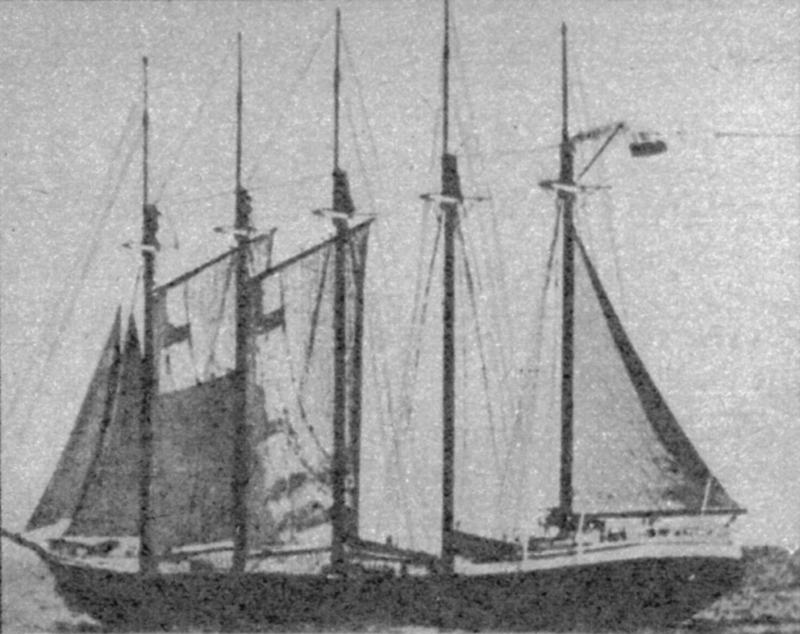
Elemka

Elemka – polski żaglowiec z lat 1934–1938 – pięciomasztowy szkuner. Imię jest skrótowcem ówczesnej nazwy armatora – Liga Morska i Kolonialna.

## Historia
Zbudowany w 1918 roku w Kanadzie, w końcu I wojny światowej, jako żaglowiec towarowy pod nazwą „Cap Nord”. W sumie powstało pięć tego rodzaju jednostek. Statek był od początku pechowy. Zbudowany według jego pierwszego polskiego kapitana - Tadeusza Szczygielskiego - "na chybcika ze świeżego, nie przesuszonego drewna". Do czasu zakupu przez Ligę pływał pod czterema banderami. Po przejściu pod banderę duńską prawie nie pływał z uwagi na problemy z silnikami, których do tego czasu zmienił trzy. Przez wiele lat stał zacumowany w Kilonii, gdy w sierpniu 1934 roku, na jednoznaczne polecenie prezesa, gen. Gustawa Orlicz-Dreszera (bo bardzo tanio), zakupiła go polska organizacja Liga Morska i Kolonialna.
Żaglowiec miał pływać m.in. do portów Afryki Zachodniej w celu propagowania polskiego handlu zamorskiego i szukania nowych rynków zbytu, jednocześnie pełniąc rolę jednostki szkolnej, realizując tym samym m.in.  "kolonialne" cele działalności Ligi. 
W rejsie z Kilonii do Gdyni podczas gwałtownej burzy uległ awarii silnik a rzucona kotwica "nie trzymała". Żaglowiec uratował przechodzący akurat obok holownik, który odholował go do Sassnitz. Stąd, po uiszczeniu stosownych zobowiązań za holowanie, został przeprowadzony na holu do Gdańska przez polski holownik "Ursus" za co również musiała zapłacić Liga. Do końca marca 1935 roku w remoncie w Stoczni Gdańskiej. 
W dniu 8 maja 1935 uroczyście został oddany do służby i pod dowództwem kpt Tadeusza Szczygielskiego odbył podróż do Aleksandrii i Jafy, podczas której okazał swoją całkowitą nieprzydatność dla założonych celów z powodu ogólnie fatalnego stanu technicznego (zakończenie rejsu w Gdyni, 16 stycznia 1936). Od czerwca 1936 "na sznurku" służył jako młodzieżowa morska baza szkoleniowa, m.in. dla ZHP.
Na żaglowcu pływał malarz marynista Michał Leszczyński, ale w pierwszym rejsie wziął udział, jako kier. Działu Gospodarczego i Prowiantury, inny polski malarz-marynista - Leopold Jarmuszewski.
W 1938 został zakupiony przez amerykańskiego armatora komandora S.M. Rissa z zamierzeniem wykonania rejsu dookoła świata pod nową nazwą „Andromeda”. Pomysł ten nie został zrealizowany i statek przebudowano ponownie na żaglowiec handlowy. Wyremontowany statek, załadowany w Królewcu i przygotowany do rejsu po wodach Ameryki Południowej został sprzedany na licytacji 8 lutego 1939 roku. Nowym nabywcą był niemiecki Związek Armatorów Hamburskich i pod nazwą „Kapitan Hilgendorf” stał się stacjonarnym statkiem szkoleniowym dla młodzieży w Hamburgu.
W okresie II wojny światowej statek służył Kriegsmarine jako hulk szkolny i uległ dewastacji. Po 1947 powstał projekt przekształcenia go w pływający hotel, jednak po ucięciu 2 masztów w 1949 dalej eksploatowany był jako lichtuga morska pod nazwą „Cornelia”. Dawny żaglowiec holowany przez holownik „Corsar” woził węgiel pomiędzy niemieckimi portami na Bałtyku. W 1950 „Cornelia” osiadła na mieliźnie na skutek awarii. W roku 1951 ostatecznie rozebrano statek na opał w Lubece; według innych źródeł pływał jako lichtuga do 1953.

## Dane
- typ: szkuner pięciomasztowy
- armator: Liga Morska i Kolonialna
- długość:
  - całkowita: 83 m (bez bukszprytu)
  - kadłuba: 74 m
- wysokość maksymalna: 43 m
- szerokość: 13,5 m
- zanurzenie: 5,7 m
- pojemność:
  - brutto: 1471 BRT
  - netto: 1178 NRT
- nośność: 2200 DWT
- powierzchnia żagli: ok. 2500 m²
- napęd:
  - żaglowy
- napęd pomocniczy:
  - dwa 8-cylindrowe silniki pomocnicze „Scandia” o łącznej mocy 600 KM
  - dwie śruby
- załoga: 37 osób (w tym 14 praktykantów)
- stocznia: William Lyall Shipbuilding (Kanada)
- rok budowy: 1918